# Amauropsis
Genre
Synonymes
- Choristes Carpenter, 1872[1]

Amauropsis est un genre de mollusques gastéropodes de la famille des Naticidae. L'espèce-type est Amauropsis islandica.

## Liste d'espèces
Selon World Register of Marine Species (28 octobre 2017) :
- Amauropsis anderssoni (Strebel, 1906)
- Amauropsis apora (Watson, 1881)
- Amauropsis aureolutea (Strebel, 1908)
- Amauropsis bransfieldensis (Preston, 1916)
- Amauropsis brassiculina (Locard, 1897)
- Amauropsis georgiana (Strebel, 1908)
- Amauropsis godfroyi (Lamy, 1910)
- Amauropsis islandica (Gmelin, 1791)
- Amauropsis powelli Dell, 1990
- Amauropsis prasina (Watson, 1881)
- Amauropsis rossiana E. A. Smith, 1907
- Amauropsis sphaeroides (Jeffreys, 1877)
- Amauropsis subpallescens (Strebel, 1908)